# Everything Perfect on the Wrong Day
Everything Perfect on the Wrong Day è l'album di debutto del gruppo musicale statunitense Sky Eats Airplane, pubblicato il 6 agosto 2006 indipendentemente. È stato successivamente ripubblicato dalla Thriving Records il 20 novembre 2007.
È stato registrato nella prima metà del 2006 dai membri fondatori Lee Duck e Brack Cantrell. Quest'ultimo ha successivamente lasciato la band, che è stata riformata da Duck con altri componenti nel 2007.

## Tracce
1. By All Means, Captain – 1:16
2. Patterns – 1:34
3. Honest Hitchhikers Asking for Cash Handouts – 4:11
4. Exit Row – 1:52
5. Giants in the Ocean – 5:41
6. She Is Just a Glitch – 4:45
7. The Opposite Viewed in Real Time – 3:14
8. Everything Perfect on the Wrong Day – 3:35
9. The Messenger – 4:47

## Formazione
- Brack Cantrell – voce, chitarra ritmica, basso, tastiera, sintetizzatore, programmazione
- Lee Duck – chitarra solista, batteria, percussioni, tastiera, sintetizzatore, programmazione, voce secondaria